# Polyrhachis lestoni
Polyrhachis lestoni är en myrart som beskrevs av Bolton 1973. Polyrhachis lestoni ingår i släktet Polyrhachis och familjen myror. Inga underarter finns listade i Catalogue of Life.

## Bildgalleri

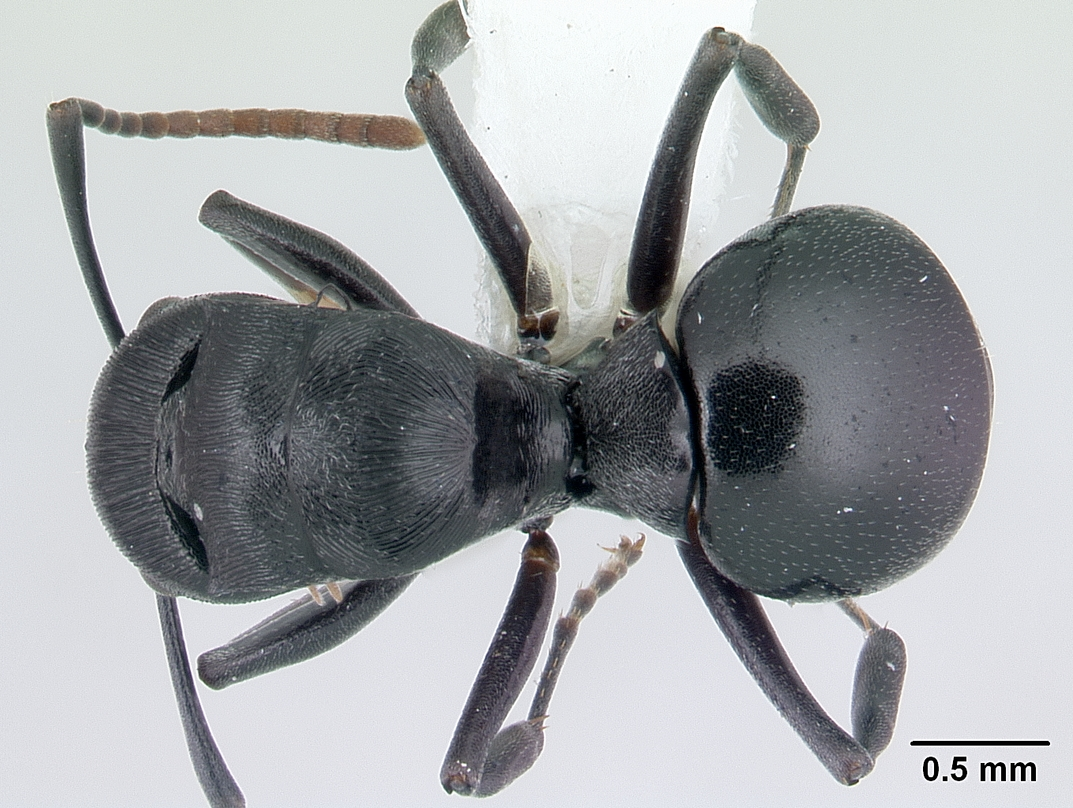
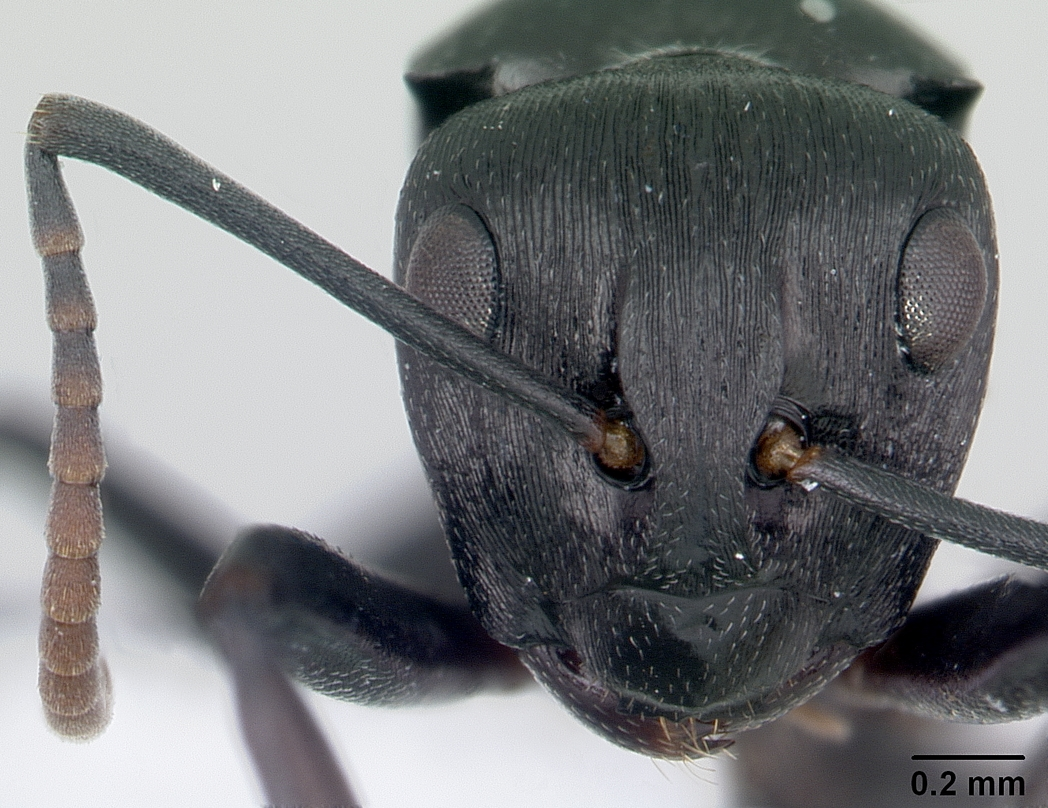
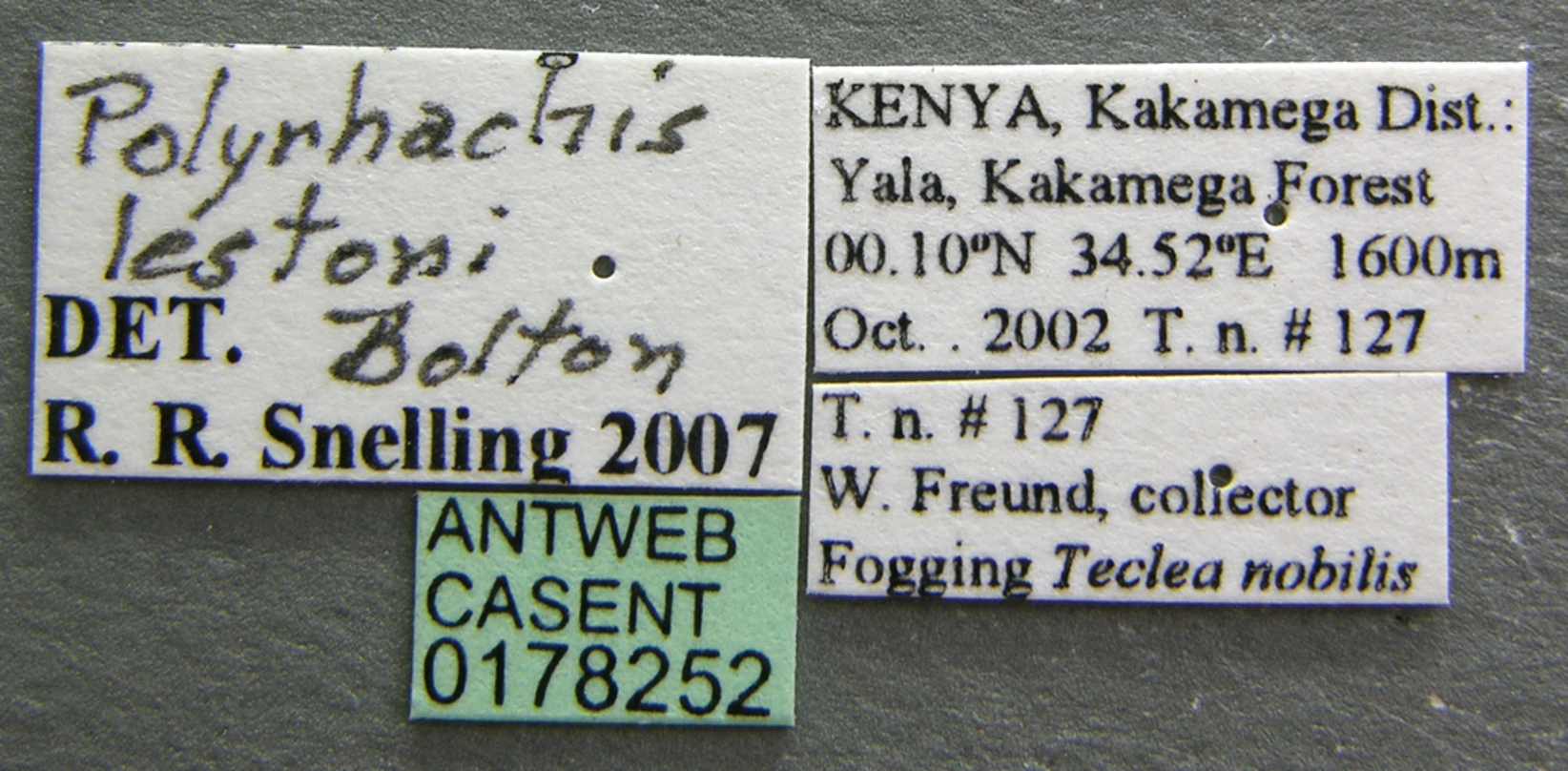
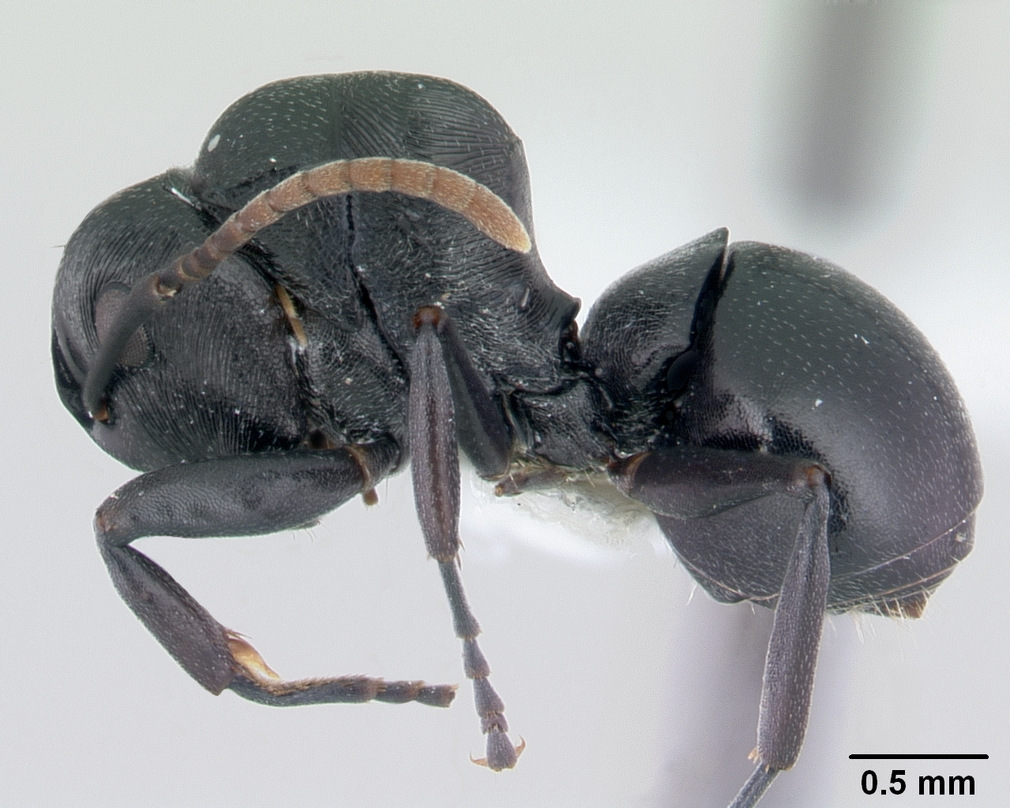